# Subaru Solterra
De Subaru Solterra is een elektrische SUV. Het voertuig wordt geleverd door automerk Subaru uit Japan, en is een rebadge van de identieke Toyota bZ4X. De naam "Solterra" is een samenvoeging van de Latijnse woorden "sol" (zon) en "terra" (aarde).

## Specificaties
Gegevens van de 'AWD'-uitvoering.

### Vervoer
De auto biedt zitplaatsen aan maximaal 5 personen. De auto is verder voorzien van dakrails, maar er is geen daklast toegestaan. Het voertuig is ook niet voorzien van een trekhaak. 

### Accu
De auto heeft een 75 kWh grote tractiebatterij waarvan 71,4 kWh bruikbaar is. Dit resulteert in een WLTP-gemeten actieradius van 400 km, wat neerkomt op 365 km in de praktijk. Het accupakket is actief gekoeld, en het heeft een nominaal voltage van 355 V. 

### Opladen
De accu van de auto kan standaard worden opgeladen via een Type 2-connector met laadvermogen van 6.6 kW door gebruik van 1-fase 29 ampère, waarmee de auto in 12,75 uur van 0 % naar 100 % geladen kan worden. Bij gebruik van een snellader met een CCS-aansluiting kan een laadsnelheid van maximaal 150 kW worden bereikt, waarmee de auto in minimaal 32 minuten van 10 % naar 80 % geladen kan worden, wat neerkomt op een snellaadsnelheid van 470 km/u. 

### Prestaties
De elektronische aandrijflijn van de auto kan 160 kW of 218 pk aan vermogen leveren, waarmee de auto met 336 Nm koppel in 7,7 seconden kan optrekken van 0 naar 100 km/u. De maximale snelheid die bereikt kan worden is ongeveer 160 km/u. 

## Galerij

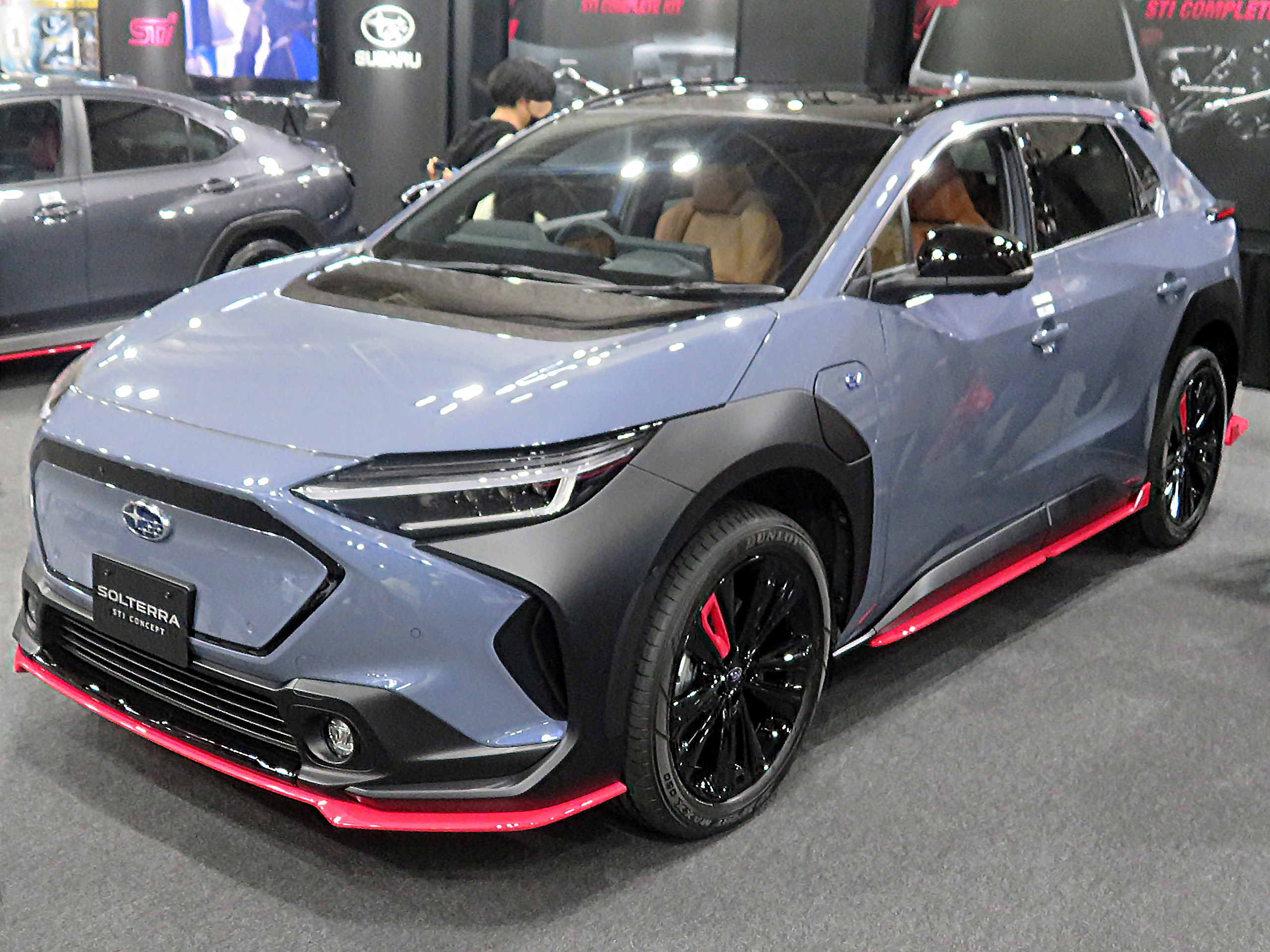
Voorzijde van het conceptmodel
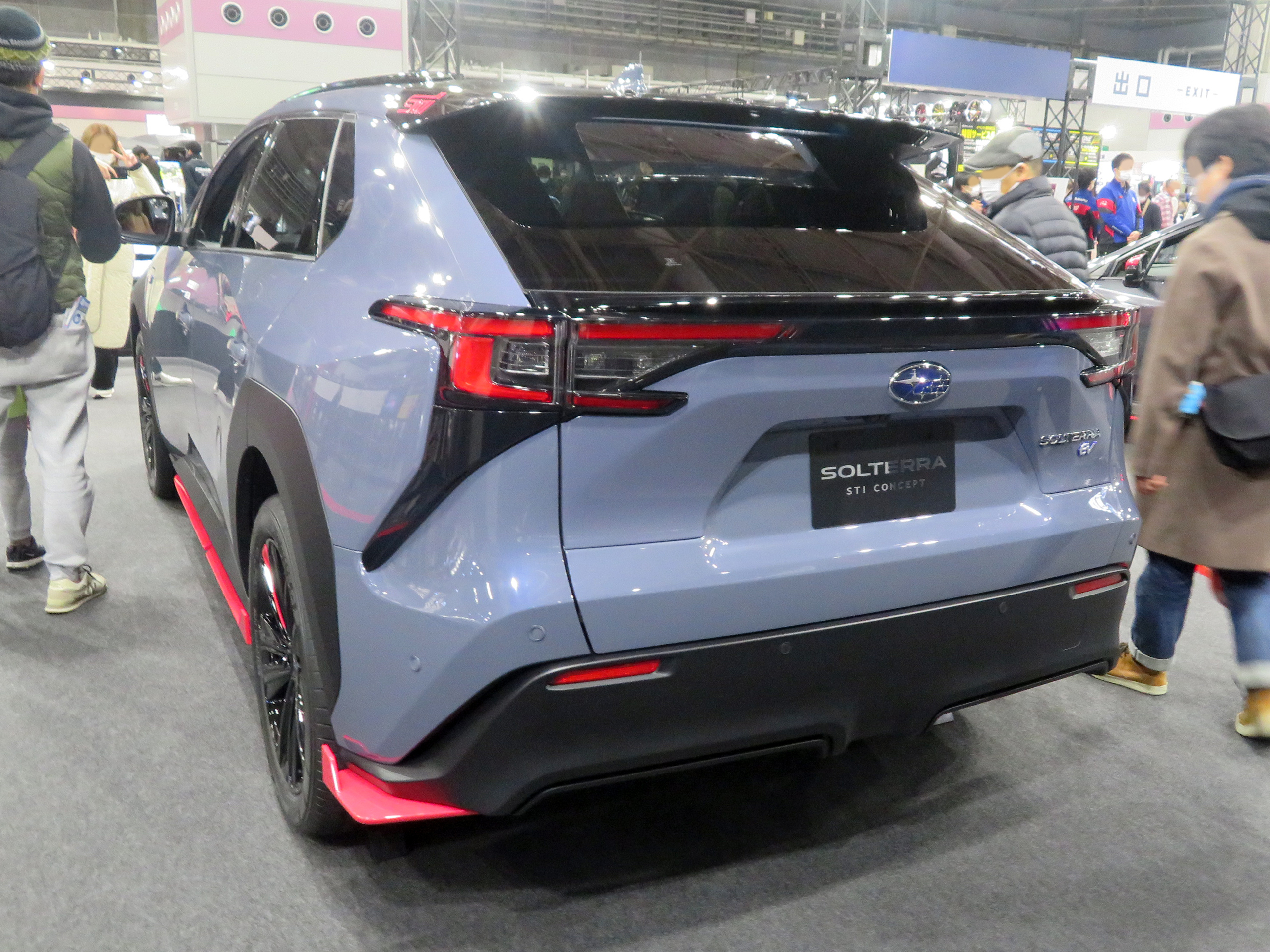
Achterzijde van het conceptmodel
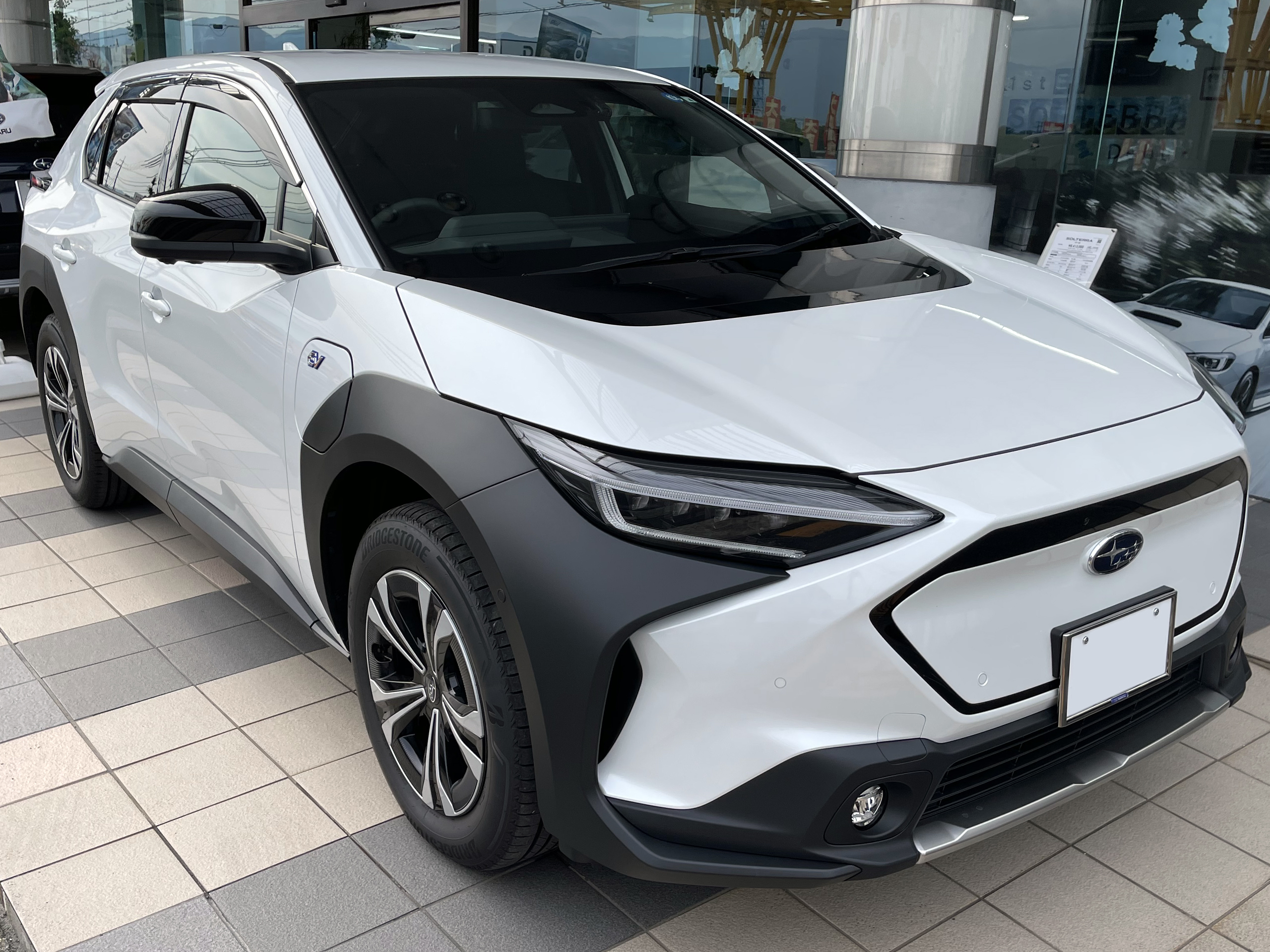
Voorzijde productiemodel
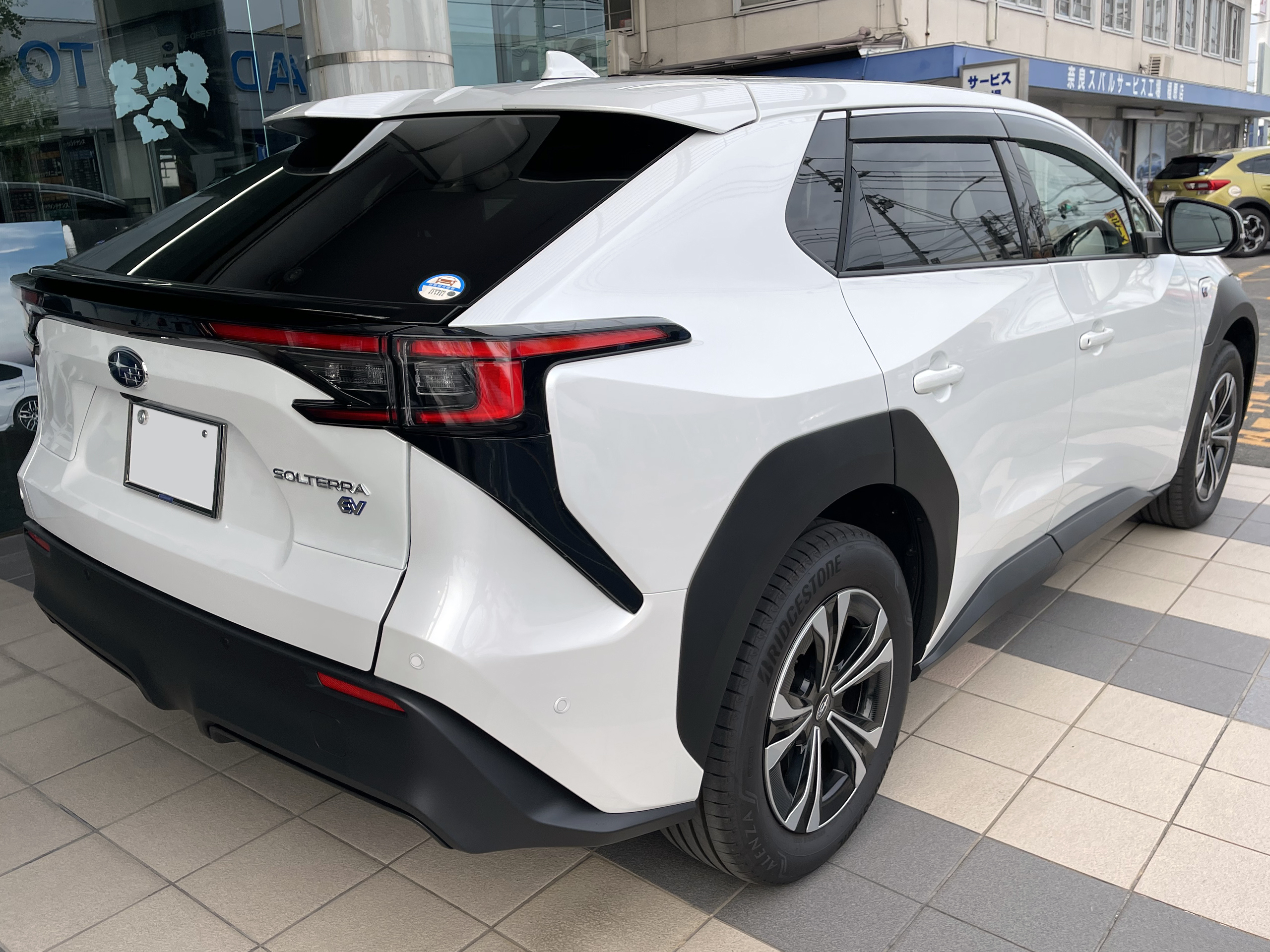
Achterzijde productiemodel
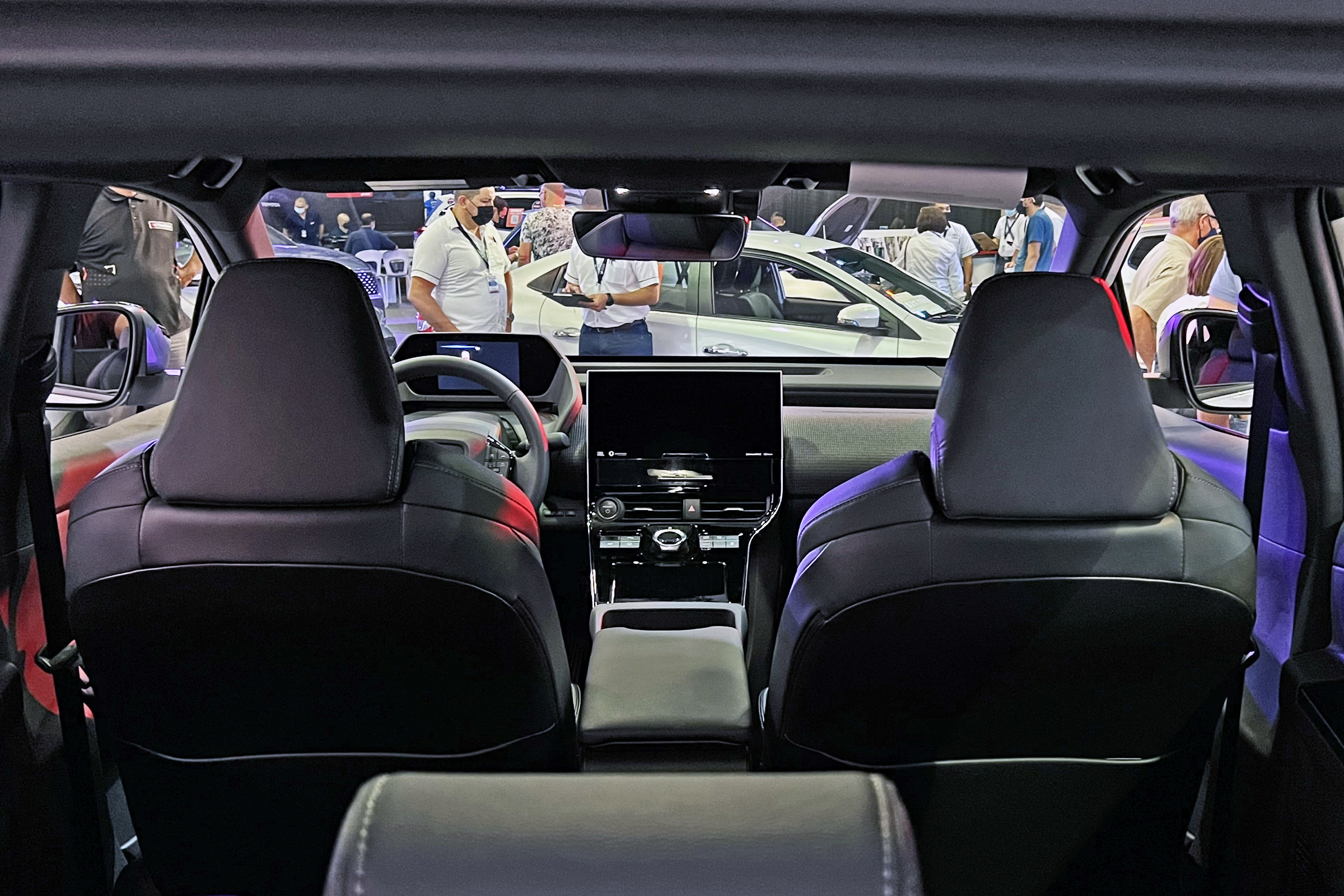
Interieur van de identieke Toyota bZ4X.